# Хобленко Олексій Сергійович
Олексі́й Сергі́йович Хобле́нко (4 квітня 1994, Єкатеринбург, Росія) — український футболіст, нападник клубу «Чорноморець».
Чемпіон Білорусі. Володар Суперкубка Білорусі.

## Клубна кар'єра
Починав займатися футболом в Ромнах. В ДЮФЛ виступав за «Електрон» (Ромни), «Юність» (Чернігів).
2008 року був помічений селекціонерами київського «Динамо» і з наступного року продовжив навчання у динамівській академії.
2011 року підписав з киянами перший контракт і почав залучатися до матчів другої команди «Динамо». Дебютував 30 липня 2011 року в домашньому матчі чемпіонату України серед команд Першої ліги проти «Арсеналу» (Біла Церква) (0:2). Олексій швидко став основним гравцем дубля, зігравши а два сезони 44 матчі в чемпіонаті і забивши 4 голи.
Сезон 2013/14 провів в оренді в першоліговій «Полтаві». Хобленко взяв участь в 18 матчах чемпіонату і забив чотири голи. За визнанням самого Олексія ігровий сезон, проведений у цьому клубі став для нього досить знаковим: «В Полтаві мені пощастило працювати з хорошими тренерами, які багато мені дали в розумінні футболу, що допоможе мені рости далі».
Влітку 2014 року Хобленко був повернутий до «Динамо-2», де знову відразу став основним гравцем, зігравши 28 матчів (7 голів).
Влітку 2015 року разом з групою інших гравців «Динамо» перейшов в оренду в ужгородську «Говерлу». В Прем'єр-лізі дебютував 19 липня 2015 року в матчі першого туру чемпіонату проти дніпропетровського «Дніпра» (1:1), в якому відіграв усю гру.
4 лютого 2016 року офіційно став гравцем одеського «Чорноморця» на умовах оренди до кінця сезону 2015/16. Згодом підписав повноцінний контракт. Став найкращим бомбардиром одеської команди у сезоні 2017/18, забивши 8 голів у 20 матчах чемпіонату України. 
12 січня 2018 року на правах оренди перейшов до складу польського «Леха».
29 грудня 2019 року повернувся в Україну, підписавши контракт на 2,5 роки зі «СК Дніпро-1».
21 липня 2021 року гравець перейшов на правах оренди у «Кривбас», який виступав у першій лізі. Після першої частини сезону, у якій гравець забив 11 голів у 19 матчах, «Кривбас» ухвалив рішення викупити гравця. Про підписання повноцінного контракту  було офіційно оголошено 11 грудня.

## Виступи в збірних
Протягом 2009—2013 років залучався до складу юнацьких збірних команд України різних вікових категорій.

## Титули і досягнення
- Чемпіон Білорусі:

«Динамо-Берестя»: 2019
- Володар Суперкубка Білорусі:

«Динамо-Берестя»: 2019